# Канпур
Канпур (на хинди: कानपुर; на урду: کان پور; на английски: Kanpur) е град в Индия, най-населеният град в щата Утар Прадеш и един от най-населените в Северна Индия въобще. Канпур е с население от 2 768 057 жители (2011 г.) и площ от 1640 km². Разположен е на брега на река Ганг. Канпур е важен индустриален център в Индия. В градът са разположени престижни образователни институции на страната: Chhatrapati Shahu Ji Maharaj University (бивш Kanpur University), основан през 1966 г.; Chandra Shekhar Azad University of Agriculture and Technology; Ganesh Shankar Vidyarthi Memorial Medical College (GSVM); Indian Institute of Technology Kanpur (IIT Kanpur) и др. Има жп възел, аерогара, пристанище на плавателни канали. Развита е кожарската, текстилната, химическата и машиностроителната промишлености.

## История
Град е от 18 век.

## Побратимени градове
- Абуджа, Нигерия
- Александрия, Египет